# Wallhausen (Helme)
Wallhausen is een gemeente in de Duitse deelstaat Saksen-Anhalt, en maakt deel uit van de Landkreis Mansfeld-Südharz.
Wallhausen telt 2.446 inwoners.

## Indeling gemeente
De volgende Ortsteile maken deel uit van de gemeente:
- Hohlstedt
- Martinsrieth
- Riethnordhausen

## Geboren
- Otto I de Grote (912-973), keizer van het Heilige Roomse Rijk

Ahlsdorf ·
Allstedt ·
Arnstein ·
Benndorf ·
Berga ·
Brücken-Hackpfüffel ·
Blankenheim ·
Bornstedt ·
Edersleben ·
Eisleben ·
Gerbstedt ·
Helbra ·
Hergisdorf ·
Hettstedt ·
Kelbra ·
Klostermansfeld ·
Mansfeld ·
Sangerhausen ·
Seegebiet Mansfelder Land ·
Südharz ·
Wallhausen ·
Wimmelburg